# Jamie Fraser (personaje)
James Alexander Malcolm MacKenzie Fraser (alias "Jamie") es un personaje ficticio de la saga literaria de novelas Forastera escritos por la autora estadounidense Diana Gabaldon y de su adaptación televisiva, Outlander. Tanto en las novelas como en la serie, Jamie se enamora y luego se casa con Claire Randall, una enfermera que visita Escocia cuando es transportada en el tiempo desde 1945 hasta 1743, época en la que vive Jamie.
En la serie de televisión, el personaje es interpretado por Sam Heughan, que ha sido nominado a numerosos premios por su actuación: dos nominaciones a los Saturn Awards en las categorías de mejor actor en televisión y mejor actor de reparto en televisión, dos nominaciones a los People's Choice Awards en la categoría actor de televisión favorito de ciencia ficción/fantasía, una nominación a los BAFTA Scotland Awards en la categoría mejor actor en televisión y una nominación a los Critics' Choice Television Awards en la categoría mejor actor en serie de drama.

## Creación
Gabaldon tomó el nombre "Jamie" del personaje de Doctor Who Jamie McCrimmon, interpretado en la serie de televisión por Frazer Hines. Gabaldon había visto la serie de Doctor Who The War Games, que la inspiró a ambientar su novela en Escocia. Gabaldon desarrolló a Jamie a partir de un relato del libro Prince in the Heather de Eric Linklater, en el que un solo jacobita llamado Fraser sobrevive a la ejecución masiva de sus compañeros.
El propio Hines apareció como invitado en el episodio «Wentworth Prison» de la serie Outlander.

## Trasfondo
Jeff Jensen de Entertainment Weekly escribió: "Las historias que contó el programa durante la segunda mitad de la primera temporada profundizaron el vínculo [de Claire y Jamie] y su necesidad mutua. Jamie, en particular, tuvo que confrontar sus actitudes personales y culturales sobre los roles de género, comprender cómo afectan a Claire y reconocer el valor para él de tener una esposa que fuera su igual en todos los sentidos".
Gabaldon describe a Jamie como guapo e inusualmente alto, con un distintivo cabello rojo, ojos azul profundo y piel clara. El personaje usa varios alias a lo largo de la serie: Jamie MacTavish, Dunbonnet, Red Jamie/Seumas Ruadh, Mac Dubh, Alex MacKenzie y Alexander Malcolm.

## Apariciones
Jamie Fraser aparece en las siguientes novelas:

### Saga Forastera
- Forastera (1991)
- Atrapada en el tiempo (1992)
- Viajera (1994)
- Tambores de otoño (1997)
- La cruz ardiente (2001)
- Viento y ceniza (2005)
- Ecos del pasado (2009)
- Escrito con la sangre de mi corazón (2014)
- Tell the Bees That I Am Gone (2021)

### Saga Lord John
- Lord John and the Brotherhood of the Blade (2007)
- The Scottish Prisoner (2011)